# Hatia
Hatia ou Hatiya est une île du nord du golfe de Bengale au Bangladesh. Elle se trouve à l'embouchure du fleuve Meghna et couvre 371 km2.
Elle fait partie d'une série d'îles dans ce secteur dont la plus grande est celle de Bhola. Ces piles sont toutes densément peuplée et très exposée en cas de cyclone tropical. En particulier, le cyclone de Bhola en 1970 a fait des centaines de milliers de victimes dans la région.